# El doctor T i les dones
El doctor T i les dones (títol original en anglès: Dr. T and the Women) és una pel·lícula estatunidenco-alemanya de Robert Altman estrenada el 2000. Ha estat doblada al català.

## Argument
El metge Sullivan Travis, "Dr. T" per a les intimes, és el ginecòleg favorit de les dames de l'alta burgesia de Dallas. Les seves qualitats humanes i professionals, la seva discreció i elegància natural han fidelitzat una nombrosa clientela. El seu gabinet no es buida mai i el Dr. T està sempre desbordat, malgrat els esforços de l seva ajudant Carolyn, que l'estima en secret.
A la vida privada del Dr. T fins aleshores sense història, les coses es precipiten: la seva dona Kate ha de ser hospitalitzada a una setmana del matrimoni de la seva filla DeeDee;la seva cunyada Peggy, enganxada al xampany i que el seu marit acaba d'abandonar es convida a casa seva amb les seves tres insuportables netes;la seva altra filla, Connie, li descobreix que Marilyn, la donzella d'honor de DeeDee, manté una culpable connexió amb aquesta última.
Per fugir de tots aquests problemes, el Dr. T es refugia al seu club de golf, on troba Bree, una jove i simpàtica professora que, per un temps, li farà oblidar les seves preocupacions.
Grans canvis s'anuncien per Sullivan, canvis als que no s'esperava.

## Repartiment
- Richard Gere: el doctor Sullivan Travis, anomenat doctor T
- Helen Hunt: Bree
- Farrah Fawcett: Kate
- Laura Dern: Peggy
- Shelley Long: Carolyn
- Tara Reid: Connie
- Kate Hudson: DeeDee
- Liv Tyler: Marilyn
- Robert Hays: Harlan
- Matt Malloy: Bill
- Andy Richter: Eli
- Janine Turner: Dorothy
- Lee Grant: Dr. Harper
- Holly Pelham: Joanne
- Judy Trammell: la coreografa
- Suzi McLaughlin: la recepcionista

## Al voltant de la pel·lícula
- Liv Tyler coincideix per segona vegada amb Robert Altman un any després de Cookie's Fortune.
- El film ha obtingut un 57 % de crítiques positives a Rotten Tomatoes[3] i un 64 per 100 a Metacritic.[4]
- El rodatge del film va tenir lloc del 15 de novembre de 1999 al 2 de març del 2000 a Texas i a Califòrnia[5][6]